# زیست‌بوم تاجیکستان
مشکلات عمدهٔ زیست‌بوم تاجیکستان، غلظت مواد شیمیایی کشاورزی و نمک در خاک و آب‌های زیرزمینی، آلودگی هوا ناشی از صنعت و وسایل نقلیه و آلودگی آب از رواناب کشاورزی و فاضلاب صنعتی تصفیه نشده و مدیریت ضعیف منابع آب و فرسایش خاک است.

## آلودگی آب
فاضلاب‌های صنعتی تصفیه نشده از دلایل آلودگی آب در تاجیکستان می‌باشد.

## فرسایش خاک
فرسایش خاک در ۷۰ درصد از زمین‌های کشاورزی وجود دارد و چرای بیش از حد نیز به فرسایش خاک کمک می‌کند.

## آلودگی هوا
افزون بر صنعت و وسایل نقلیه، در تابستان گرد و غبار و شن و ماسه از صحراهای ازبکستان و ترکمنستان باعث آلودگی هوا در دشت‌های جنوب‌غربی می‌شود.

## تخریب جنگل
تخریب جنگل و قطع درختان برای گسترش زمین‌های کشاورزی و چرای دام نیز یک مشکل جدی در تاجیکستان است.